# Deutsche Pharmazeutische Gesellschaft

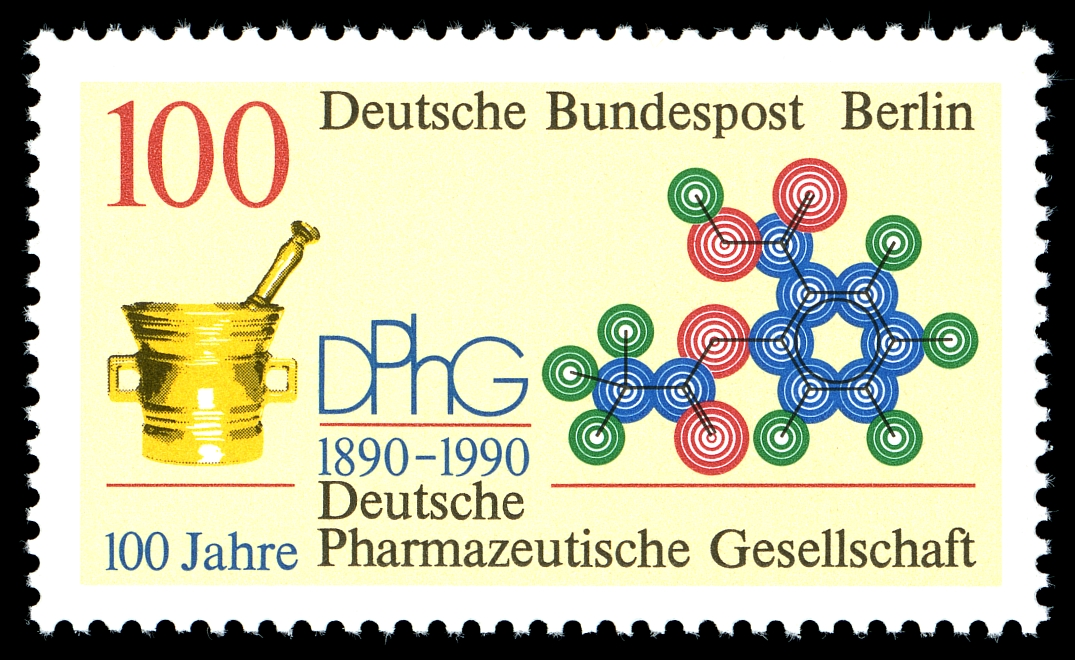
Briefmarkenausgabe zum 100-jährigen Bestehen der DPhG (Berlin 1990)

Die Deutsche Pharmazeutische Gesellschaft (DPhG) ist eine wissenschaftliche Fachgesellschaft der Pharmazie. Sie verfolgt das Ziel, die pharmazeutischen Wissenschaften zu fördern und pharmazeutisch-wissenschaftliche Erkenntnisse in der Berufsöffentlichkeit und darüber hinaus zu verbreiten.
Die Gesellschaft gibt zudem regelmäßig fachliche Stellungnahmen zu pharmazeutischen und berufspolitischen Fragestellungen ab und hält jährlich einen Kongress an einem pharmazeutischen Hochschulort ab.

## Struktur
Die Gesellschaft hat ungefähr 10.000 Mitglieder, überwiegend Apotheker und Pharmaziestudierende. Sie ist gegliedert in 15 Landesgruppen mit jeweils eigenem Vorstand. Die Landesgruppe Mecklenburg-Vorpommern trägt aus historischen Gründen den Namen Scheele-Gesellschaft. Darüber hinaus sind die Mitglieder je nach Interessengebiet in neun Fachgruppen und vier Arbeitsgemeinschaften organisiert, die die einzelnen Fachgebiete der Arzneimittelwissenschaften abbilden. Das Präsidium besteht aus dem Präsidenten, drei stellvertretenden Präsidenten (Vizepräsidenten), dem Generalsekretär, dem Vizepräsidenten für Finanzen, dem Präsidenten der unmittelbar vorausgegangenen Wahlperiode, den Vorsitzenden der Landesgruppen, den Vorsitzenden der Fachgruppen, den Vorsitzenden der Arbeitsgemeinschaften, einem Vertreter der ABDA – Bundesvereinigung Deutscher Apothekerverbände, einem Vertreter der fördernden Mitglieder und dem Vorsitzenden des Bundesverbandes der Pharmaziestudierenden in Deutschland e. V. Präsident der Gesellschaft (2024 bis 2027) ist Ulrich Jaehde. Die Amtszeit des Präsidenten/der Präsidentin beträgt vier Jahre. Sitz der Geschäftsstelle ist Frankfurt am Main.

## Geschichte
Die Gesellschaft wurde am 6. November 1890 unter Federführung des Hochschullehrers Hermann Thoms (1859–1931) im Berliner Konventgarten von 44 versammelten Teilnehmern als „Pharmaceutische Gesellschaft mit Sitz in Berlin“ gegründet. Im Jahr 1895 erfolgte eine Umbenennung in „Deutsche Pharmazeutische Gesellschaft“. Das Ziel der Gesellschaft war von Anfang an die Stärkung der bis dahin noch nicht sehr weit entwickelten wissenschaftlichen Pharmazie. Thoms war insgesamt 39 Jahre Vorsitzender der Gesellschaft. Von Anfang an bestimmten Vorträge und wissenschaftliche Exkursionen die Aktivitäten der Gesellschaft, die sich zunächst auf den Berliner Raum konzentrierten. Die Gründung von Regionalgruppen in ganz Deutschland katalysierte ab etwa 1925 die überregionale Ausbreitung. 1930 hatte die Gesellschaft 4430 Mitglieder. Für die Zeit zwischen 1890 und 1940 sind 2837 Vorträge dokumentiert, die sich etwa zur Hälfte pharmazeutisch-chemischen Themen und zu einem Viertel Fragen der Arzneimittelherstellung widmeten. In jüngerer Zeit dominieren Pharmakologie und Pharmakotherapie das Themenspektrum der Fortbildungsveranstaltungen. 2010 wurde erstmals eine Mitgliederzahl von 10.000 erreicht.

## Publikationen
Die Gesellschaft gab zur Publikation der gehaltenen Vorträge zunächst die Zeitschrift „Berichte der (Deutschen) Pharmazeutischen Gesellschaft“ heraus. Das Organ fusionierte 1924 mit dem, seit 1822 bestehenden „Archiv der Pharmazie“, dem wissenschaftlichen Organ des Deutschen Apotheker-Vereins. Die Beiträge konzentrierten sich mehr und mehr auf pharmazeutisch-chemische Themen mit geringem Bezug zur Apothekenpraxis. Dies führte 1972 zur Gründung eines neuen, zusätzlichen Vereinsorgans unter dem Titel „Pharmazie in unserer Zeit“. Hier blieb Raum für Übersichts- und Fortbildungsartikel in Themenheften. Die Zeitschrift wurde wiederum 2013 von Pharmakon – Arzneimittel in Wissenschaft und Praxis abgelöst. Die Zeitschrift erscheint in der  Avoxa – Mediengruppe deutscher Apotheker; nach 20 Jahren Schriftleitung übergab 2021 der Frankfurter Hochschullehrer Theodor Dingermann diese Funktion an Robert Fürst. Die DPhG verlautbart regelmäßig Stellungnahmen zu aktuellen pharmazeutischen Themen wie etwa der Bewertung von Arzneimittelinnovationen, zu Substitution von Fertigarzneimitteln oder zu Ausbildungsfragen. Jeweils nach dem wissenschaftlichen Jahreskongress erscheint im Auftrag der DPhG ein Band der Buchreihe „Stätten pharmazeutischer Praxis, Lehre und Forschung“ mit Beiträgen zur Geschichte der Pharmazie am Veranstaltungsort (Herausgeber: Christoph Friedrich).

## Kongresse und Veranstaltungen
Die DPhG veranstaltet jährlich einen mehrtägigen wissenschaftlichen Kongress an einem pharmazeutischen Hochschulort. Die Jahrestagung fand 2017 in Saarbrücken, 2018 in Hamburg statt. 2019 war der Tagungsort Heidelberg. Hier werden Plenarvorträge, Kurzvorträge und Posterbeiträge in englischer Sprache präsentiert. Daneben gibt es eigene Tagungen für Promovierende und Post-Docs.

## Preise und Auszeichnungen

### Carl-Mannich-Medaille
Die höchste Auszeichnung der DPhG ist die Carl-Mannich-Medaille. Sie wird seit 1961 an in- und ausländische Gelehrte auf Grund hervorragender Leistungen im Bereich der pharmazeutischen Wissenschaften verliehen. Die Medaille erinnert an den früheren Präsidenten, den Hochschullehrer Carl Mannich (1877–1947).
Preisträger seit 2001:
- 2001  Camille Georges Wermuth
- 2002  Gottfried Blaschke
- 2005   Meinhard Zenk
- 2007  Eckhard Leistner
- 2010   Theo Dingermann
- 2012  Gerhard Klebe
- 2015  Rolf Hartmann
- 2016  Bernd Clement[10]
- 2017  Christel Müller‐Goymann[11]
- 2019 Angelika M. Vollmar[12]
- 2020  Christoph Friedrich
- 2021 Dieter Steinhilber
- 2022 Gabriele König[13]
- 2023 Gunda Georg und Peter Gmeiner
- 2024 Stefan Laufer

### Innovationspreis in Medizinisch/Pharmazeutischer Chemie
Der Innovationspreis in Medizinisch/Pharmazeutischer Chemie wird gemeinsam von der Gesellschaft Deutscher Chemiker (Fachgruppe Medizinische Chemie) und der Deutschen Pharmazeutischen Gesellschaft (Fachgruppe Pharmazeutische/Medizinische Chemie) für herausragende wissenschaftliche Publikationen und Ergebnisse auf den Gebieten der medizinischen Chemie oder der pharmazeutischen Chemie vergeben.
- 1999 – Thomas Carell, Ludwig-Maximilians-Universität München
- 1999 – Martin Schlitzer, Philipps-Universität Marburg
- 2000 – Manfred Jung, Albert-Ludwigs-Universität Freiburg
- 2001 – Andreas Link, Universität Greifswald
- 2001 – Wolfgang Sippl, Halle (Saale)
- 2002 – Jörg Rademann, Universität Tübingen
- 2003 – Franz F. Paintner, Ludwig-Maximilians-Universität München
- 2005 – Eric Beitz, Christian-Albrechts-Universität zu Kiel
- 2005 – Holger Gohlke, Christian-Albrechts-Universität zu Kiel
- 2006 – Andrea Sinz, Martin-Luther-Universität Halle-Wittenberg
- 2007 – Christoph Sotriffer, Julius-Maximilians-Universität Würzburg
- 2008 – Franz von Nussbaum, Bayer-Schering-Pharma AG
- 2010 – Daniel Rauh, Dortmund
- 2011 – Andreas Bender, Universität Cambridge
- 2011 – Ingo Ott, Universität Braunschweig
- 2012 – Christian Ottmann, Max-Planck-Institut für molekulare Physiologie
- 2013 – Johannes Notni, Technische Universität München
- 2014 – Peter Wich, Johannes Gutenberg-Universität Mainz
- 2015 – Nuška Tschammer, Friedrich-Alexander-Universität Erlangen-Nürnberg und Peter Kolb, Philipps-Universität Marburg
- 2016 – Dennis Schade, Technische Universität Dortmund und Andreas Koeberle, Universität Jena
- 2017 – Anna K. H. Hirsch, Reichsuniversität Groningen
- 2018 – Finn K. Hansen, Universität Leipzig, und Alexander Titz, Helmholtz-Institut für Pharmazeutische Forschung Saarland
- 2019 – Andreas Brunschweiger, Technische Universität Dortmund
- 2020 – Oliver Koch, Daniel Merk
- 2021 – Pierre Koch, Nina Schützenmeister
- 2022 – Steffen Pockes, Oliver Thorn-Seshold
- 2023 – Matthias Schiedel
- 2024 – Thanigaimalai Pillaiyar
- 2025 – Dmitrii Kalinin

### Elsa-Ullmann-Medaille
Zur Erinnerung an ihr Ehrenmitglied Elsa Ullmann (1911–2010) stiftet die Deutsche Pharmazeutische Gesellschaft die Elsa-Ullmann-Medaille für Mitglieder, die sich innerhalb oder außerhalb der DPhG in besonderer Weise um die Weiterentwicklung des pharmazeutischen Berufsstands verdient gemacht haben. Diese Medaille ersetzt die von 1975 bis 2011 verliehene Ferdinand-Schlemmer-Medaille.
Preisträger der Elsa-Ullmann-Medaille seit 2013:
- 2013 Ursula Vierkotten und Richard Klämbt
- 2014 Anke Ritter und Peter Ditzel
- 2015 Erika Fink und Hartmut Morck
- 2016 Hans-Dieter Hirt und Thomas Jira
- 2017 Ilse Zündorf und Henning Blume
- 2018 Elisabeth Stahl-Biskup und Peter Dilg
- 2019 Sabine Bernschneider-Reif und Reinhard H. H. Neubert
- 2020 Rotraud Mörschner und Frank Bendas
- 2021 Ulrike Holzgrabe[17] und Thomas Winckler
- 2022 Kerstin Wahlbuhl und Andreas Link[18]
- 2023 Hermann Wätzig und Christoph Ritter[19]
- 2024 Matthias F. Melzig

### Habilitandenpreis der Fachgruppen
Gemeinsam mit der Fachgruppe Pharmazeutische Chemie der Deutschen Pharmazeutischen Gesellschaft (DPhG) hat die GDCh-Fachgruppe Medizinische Chemie einen Habilitandenpreis eingerichtet. Der Preis wird für herausragende wissenschaftliche Publikationen und Ergebnisse auf dem Gebiet der medizinisch/pharmazeutischen Chemie verliehen.

### Forschungsstipendien der Horst-Böhme-Stiftung
Seit 1993 besteht zur Förderung des wissenschaftlichen Nachwuchses die Horst-Böhme-Stiftung, seit 2005 ist die DPhG deren Träger und Treuhänder. Die Stiftung vergibt Forschungsstipendien an Nachwuchswissenschaftler, gewöhnlich im Rahmen eines Habilitationsvorhabens. Sie erinnert an den Marburger Hochschullehrer Horst Böhme (1908–1996). Zur Stärkung der Kapitalbasis besteht ein gemeinnütziger „Verein der Freunde der DPhG-Stiftung“.

### Carl-Wilhelm-Scheele-Preis
Als Anerkennung überdurchschnittlicher Leistungen im Rahmen einer Dissertation kann zweimal jährlich der „Carl-Wilhelm-Scheele-Preis“ verliehen werden.

### Walter-Schunack-Preis
Seit dem Jahr 2013 verleiht die Gesellschaft einmal jährlich den „Walter-Schunack-Preis“. Der nach Walter Schunack benannte Preis wird für herausragende wissenschaftliche Leistungen im Bereich der Medizinischen Chemie oder der Klinischen Pharmazie vergeben und richtet sich an Doktoranden, deren Promotion nicht länger als zwei Jahre zurückliegt.